# مشتاقة (ألبوم)
مشتاقة هو البوم للفنانة السورية أصالة نصري، تم إصداره عام 2002.

## قائمة الأغاني
- اعطف حبيبي - 5:08
- عيشني ثواني (مشتاقة)  - 4:13
- فوق من وهمك  - 4:56
- مابقش انا - 6:11
- مخادع  - 5:22
- مش بمواعيدي  - 4:24
- معجبه فيك - 5:06
- ياعيني  - 5:49